# Benjamin Collins Brodie (chirurg)
Sir Benjamin Collins Brodie (n. 9 iunie 1783, Londra, Regatul Marii Britanii – d. 21 octombrie 1862, Torquay, Anglia, Regatul Unit al Marii Britanii și Irlandei) a fost un fiziolog și chirurg englez. Este cunoscut pentru cercetările sale de pionierat în domeniul bolilor oaselor și articulațiilor.
În perioada 1805-1844 a fost președinte al Colegiului Regal al Chirurgilor. În 1811 a primit Medalia Copley. În 1820 a devenit membru al Royal Society. În 1834 a devenit membru al Academiei Regale de Științe a Suediei, an în care primește și titlul de baronet din partea reginei Victoria.
Cea mai celebră lucrare a sa este Pathological and Surgical Observations on the Diseases of the Joints (Observații patologice și chirurgicale ale bolilor articulaților), apărută în 1818.